# Alejandro Juan Cuza
Alejandro Juan Cuza, también conocido como Alejandro Juan I de Rumanía a partir de 1862 (en rumano: Alexandru Ioan Cuza; 20 de marzo de 1820, Bârlad, Principado de Moldavia - 15 de mayo de 1873, Heidelberg, Alemania), fue un político y militar nacido en Moldavia, que llegó a ser príncipe (Domnitor, literalmente "gobernante") de los Principados Unidos de Valaquia y Moldavia entre 1859 y 1866. Es considerado el padre del Estado rumano moderno, y a veces se le llama «el Napoleón III rumano».        

## Juventud
Nacido en Huşi, Cuza pertenecía a una familia de nobles moldavos, siendo el hijo del terrateniente Juan Cuza y de Sultana, nacida Cozadini (Cozadini era una familia fanariota). Alejandro recibió una educación europea urbana y llegó a ser oficial en el ejército de Moldavia (avanzando hasta coronel). Se casó con Elena Rosetti en 1844.
En 1848 la revolución general europea se extendió hasta Valaquia y Moldavia. En Moldavia la sublevación fue suprimida rápidamente, pero en Valaquia los sublevados llegaron a instaurar en el verano su propio gobierno. El joven Cuza hizo un papel importante y afirmó sus creencias liberales durante la sublevación de Moldavia y fue mandado a Viena como prisionero, y después rápidamente liberado de ahí con el apoyo de los británicos.
Cuza regresó a Moldavia durante el reino del príncipe Grigore Alexandru Ghica, y fue nombrado ministro de Guerra en 1858. Representó a Galaţi en el "divan ad-hoc" de Iaşi, bajo la protección de los poderes europeos (era poco después de la guerra de Crimea), con el propósito de nominalizar a un nuevo príncipe para Moldavia. Cuza era un buen orador y sostuvo la unión de Moldavia y Valaquia. En lugar de un príncipe extranjero, Cuza fue nominalizado en los dos países por "Partida Naţională", aprovechándose de una ambigüedad en el Tratado de París, que especificaba que los dos países han de tener instituciones distintas, pero no necesariamente dueños. Así, fue elegido príncipe de Moldavia en el 17 de enero de 1859 (5 de enero, calendario juliano) y, después de presión callejera para cambiar el voto, príncipe de Valaquia en el 5 de febrero de 1859 (24 de enero, calendario juliano). 
Aunque él y su esposa Elena Rosetti nunca tuvieron hijos, ella crio como a sus propios hijos a Alexandru Al. Ioan Cuza y a Dimitrie Cuza, que en realidad eran los hijos de su marido con su amante Marija Catargiu-Obrenović.

## Reinado

### Esfuerzos diplomáticos
Cuza consiguió la unión "de facto" de los dos principados. Los poderes no intervinieron, Napoleón III del Imperio francés sostenía la unión, pero Austria se opuso en el Congreso de París (18 de octubre de 1858); como consecuencia, la autoridad de Cuza no fue reconocida por el soberano turco Abd-ul-Aziz, hasta el 23 de diciembre de 1861 (y entonces solo durante el reinado de Cuza).
La unión fue proclamada tres años más tarde, el 5 de febrero de 1862 (24 de enero, calendario juliano), el nuevo país se llamó Rumanía y la capital era Bucarest. Cuza dedicó todo sus esfuerzos en conseguir más concesiones de parte de los poderes.

### Reformas

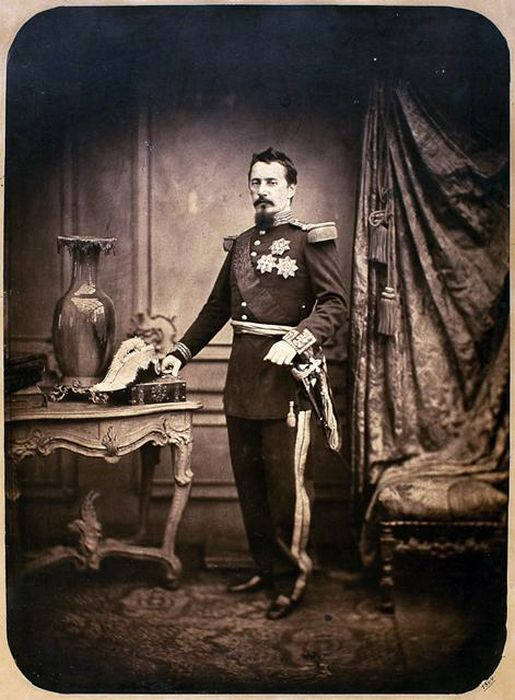
Fotografía de Carol Popp de Szathmary del príncipe posando con un aspecto similar al del emperador Napoleon III, en ella se reflejan los siete años de reinado que estuvieron marcados por una política de inspiración bonapartista

Asistido por su consejero Mihail Kogălniceanu, un líder intelectual de la revolución de 1848, el rey inició una serie de reformas que contribuyeron a la modernización de la sociedad rumana y de las estructuras estatales.
La primera medida tomada por Cuza fue la secularización de los bienes monásticos (1863), con el propósito de obtener nuevas fuentes de ingreso para el Estado. Más de un cuarto de los terrenos cultivables de Rumanía estaban controlados por monasterios ortodoxos "dedicados", que mantenían monjes griegos, extranjeros en general, en el Monte Athos o en Jerusalén que significaban una pesada carga financiera para el estado rumano. Cuza obtuvo el respaldo del parlamento y ofreció a la Iglesia ortodoxa griega una compensación, pero Sofronio III, el patriarca de Constantinopla, rechazó cualquier negociación. Después de varios años, el gobierno rumano retiró su oferta y no se pagó ninguna compensación. De esta manera, los ingresos del Estado aumentaron, sin introducir nuevos impuestos.
La reforma agraria, con el propósito de liberar a los campesinos de las obligaciones feudales y redistribuir parte de los terrenos (1864), tuvo menos éxito y en su intento por ganar el apoyo de los campesinos, Cuza se vio enfrentado con los conservadores. Su propuesta de una ley liberal que garantizaba a los campesinos la propiedad del terreno que trabajaban fue rechazada y, aunque después los conservadores presentaron una ley que suprimía las obligaciones feudales de los campesinos, en ella se de dejaba toda propiedad de la tierra en manos de los antiguos propietarios. Ante esa oposición, Cuza usó su derecho de veto y convocó un plebiscito para modificar las cláusulas de la Convención de París (que funcionaba como una constitución), a la manera de Napoleón III.
El plan de Cuza para establecer el sufragio universal para los varones, junto con el derecho del Domnitor de gobernar a base de decretos, fue aprobado con 682.621 votos en favor y 1.307 en contra. Así pues, llegó a gobernar el país según Statutul dezvoltător al Convenţiei de la Paris ("El estatuto extendido de la Convención de París"), una ley orgánica adoptada en el 15 de julio de 1864. Con sus nuevos poderes plenarios, Cuza promulgó una nueva Ley Agraria en 1863. Los campesinos recibían el título del terreno que trabajaban, pero los terratenientes seguían poseyendo la tercera parte. Si los terrenos no eran lo suficientemente extensos como para hacer rentable esta división, los terratenientes recibían terrenos de los que habían sido confiscados de los monasterios.
A pesar de los intentos del gobierno de Lascăr Catargiu (conservador) de mantener algunas obligaciones feudales, la reforma agraria de Cuza marcó el fin de la clase de los boieri como grupo privilegiado y orientó al país hacia el camino del capitalismo y la industrialización. Los terrenos distribuidos a los campesinos, sin embargo, no siempre fueron suficientes para cubrir a largo plazo las necesidades de las familias campesinas, que solían ser numerosas, así que algunos optaron para vender sus tierras y el problema agrario no quedó plenamente solucionado.
Las reformas de Cuza también incluyeron la adopción del Código Penal y del Código Civil, basado en el Código Civil de Francia (1864) y la Ley de la Educación, que aseguraba la gratuidad de la enseñanza en el primer ciclo. Creó la Universidad de Iaşi en 1860 y la de Bucarest en 1864 e intentó desarrollar un ejército rumano moderno, según el modelo europeo, colaborando especialmente con Francia.

## Exilio
Cuza falló en su intento de crear una alianza entre campesinos prósperos y un poderoso príncipe liberal. Basándose solamente en un pequeño grupo de hombres de confianza, no pudo enfrentarse con los terratenientes (incluso liberales) enfadados por su ley agraria. El escándalo de su aventura con Maria Catargiu-Obrenović fue un buen motivo para desencadenar la furia popular, que culminó con un golpe de Estado. Cuza se vio obligado a abdicar por la así llamada Coalición Monstruosa, formada por conservadores y liberales. A las cuatro de la mañana del 22 de febrero de 1866, un grupo de conspiradores militares entraron en su palacio y obligaron al monarca a firmar su abdicación. El siguiente día fue escoltado para llegar al otro lado de la frontera.
Alejandro Juan pasó el resto de su vida en el exilio, principalmente en París, Viena y Wiesbaden, acompañado por su mujer, su amante y sus dos hijos. Murió en Heidelberg siendo enterrado en Ruginoasa, pero sus restos fueron trasladados a la catedral Trei Ierarhi de Iaşi después de la Segunda Guerra Mundial.

## Títulos y tratamientos
Esta tabla aún no está actualizada. Puedes contribuir aportando información sobre títulos y tratamientos de esta persona.
| Predecesor: Nuevo título            | Domnitor de Rumania 5 de febrero de 1862 - 22 de febrero de 1866 | Sucesor: Carlos I          |
| Predecesor: Grigore Alexandru Ghica | Príncipe de Moldavia 5 de enero de 1859 - 5 de febrero de 1862   | Sucesor: Título abandonado |
| Predecesor: Barbu Știrbei           | Príncipe de Valaquia 24 de enero de 1859 - 5 de febrero de 1862  | Sucesor: Título abandonado |